# Palau d'En Bou
El Palau d'En Bou, és un edifici de planta quadrada del tipus de fortalesa gòtica, influenciat per l'incipient Renaixement. Disposa d'un pati central amb la planta entresol per al servei, la planta noble i la darrera planta que remata l'edifici. El sostre de la planta principal té un enteixinat datat en el segle xviii. L'any 1990 se li va practicar una intervenció que va posar en valor els seus valors patrimonials. És seu de l'Institut Valencià de l'Habitatge.
A la planta superior s'hi troba una galeria arcada com una llonja i uns murals que daten de finals del segle xiv, i que destaquen com els millors conservats de la ciutat.
L'edifici va ser construït per la família Bou, antic llinatge procedent d'Urgell que acompanyà el rei Jaume I a l'arribada a València.